# Jaroslav Vrchlický

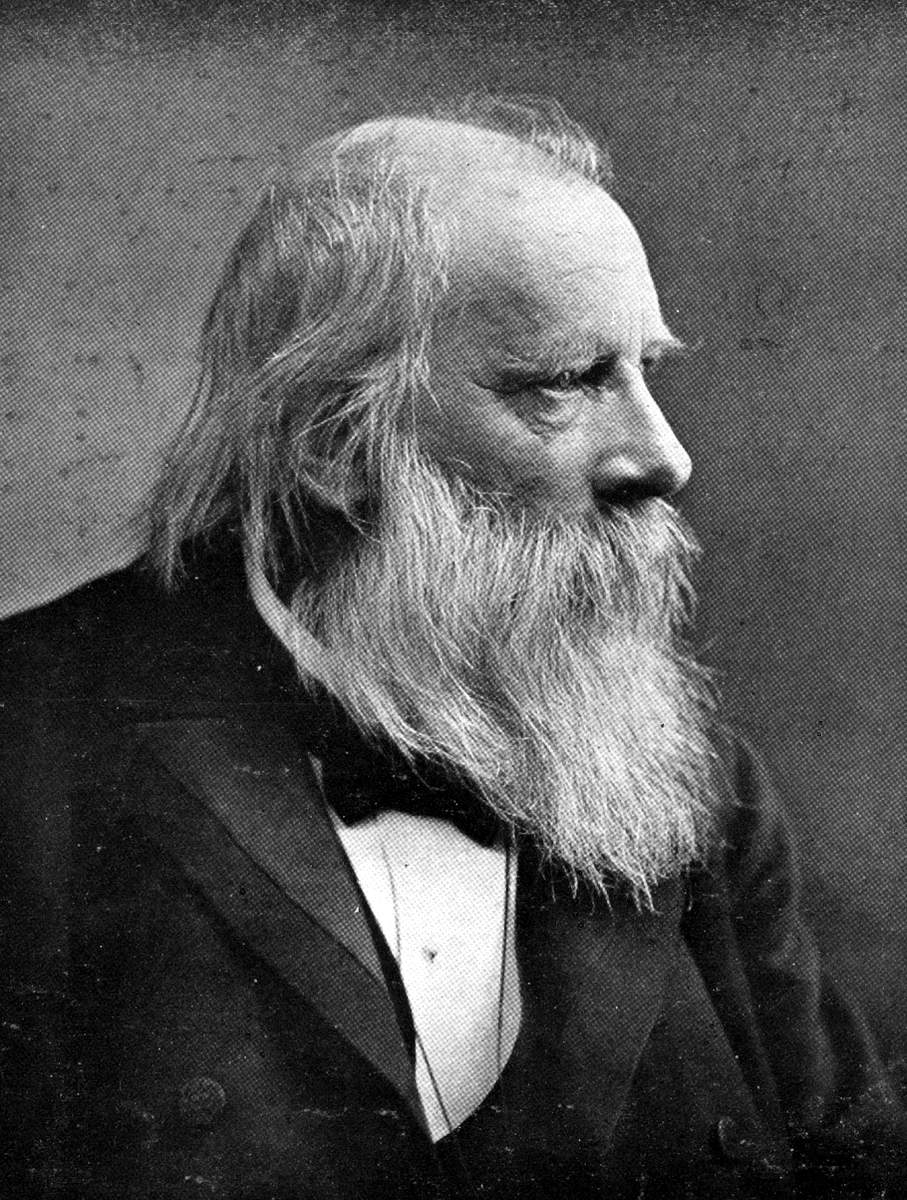
Jaroslav Vrchlický

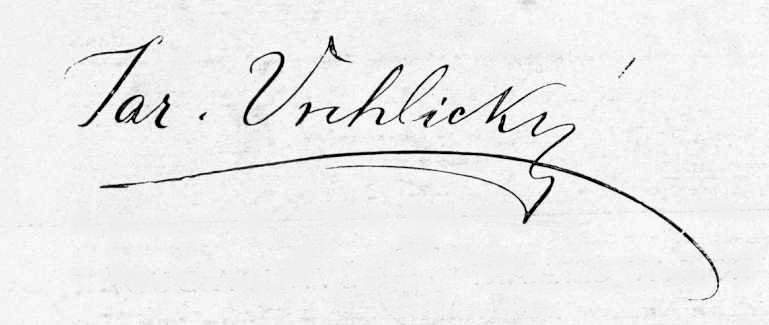
Unterschrift

Jaroslav Vrchlický, eigentlich Emilius Jakob Frida (* 17. Februar 1853 in Laun; † 9. September 1912 in Taus) war ein tschechischer Dichter und Übersetzer.

## Leben
Frída benutzte für seine Arbeiten das Pseudonym Jaroslav Vrchlický. Der Schüler von Victor Hugo ließ sich von diesem zu seinen „Fragmenten der menschlichen Epik“ inspirieren. Nach frühen Liebesgedichten wandte er sich in seiner Legende vom heiligen Prokop (1879) und den Landarbeiterballaden (1886) national-patriotischen Themen zu.
Daneben übersetzte er europäische Klassiker ins Tschechische, wie Die Göttliche Komödie von Dante Alighieri oder den Faust von Johann Wolfgang von Goethe. Darüber hinaus machte Vrchlický auch Werke von Charles Baudelaire, Mary Shelley, Edgar Allan Poe und Walt Whitman einem breiten Publikum in Tschechien zugänglich. 1893 wurde er Professor für Europäische Literatur an der (tschechischen) Karls-Universität Prag. Ab 1901 war er Mitglied des österreichischen Herrenhauses.
Der Asteroid (6086) Vrchlický trägt seinen Namen.

## Werke (Auswahl)
Lyrik
- Legenda o sv. Prokopu (Legende vom heiligen Prokop), 1879
- Zlomky Epopeje (Landarbeiterballaden), 1886
- Korálové ostrovy
- Písně poutníka

in deutscher Übersetzung
- Gedichte. Autorisierte Übersetzung von Edmund Grün. Wartig, Leipzig 1886 (Digitalisat bei Google Books)
- Satanella. Oper in drei Akten von E. N. Reznicek. Text nach der Grün’schen Übersetzung des Epos von Vrchlicky von E. N. Reznicek. Selbstverlag, Prag 1888 (Digitalisat des Librettos im Internet Archive)
- Neuere Poesie aus Böhmen. Anthologie aus den Werken von Jaroslav Vrchlický. Fremde und eigene Übersetzungen aus dem Böhmischen herausgegeben von Dr. Eduard Albert. Hölder, Wien 1893 (Digitalisat im Internet Archive)
- Gedichte. Ausgewählt und übersetzt von Friedrich Adler. Autorisierte Übersetzung. Philipp Reclam jun., Leipzig 1895 (Digitalisat im Internet Archive)
- Bar-Kachba. Dichtung von Jaroslav Vrchlický. Deutsch von Victor Graf Boos-Waldeck. Autorisierte Uebersetzung. Pierson, Dresden/Leipzig 1899 (Digitalisat im Internet Archive)
- Von weiten Wegen. Übersetzt von Marie Rix-Meisl. Vitalis, Prag 2000, ISBN 80-7253-014-3

Bühnenwerke
- Noc na Karlštejně. Lustspiel, 1884
- Bar Kochba, 1897
- Godiva. Dramatická legenda o čtyřech jednáních (Godiva. Dramatische Legende in vier Akten), 1907[3]

Libretti
- Svatá Ludmila (Die heilige Ludmilla). Geistliche Oper (zusammen mit Václav Juda Novotný). Musik (1901): Antonín Dvořák. UA 1901
- Armida. Oper. Musik (1902/03): Antonín Dvořák. UA 1904

In Anthologien
- Tschechische Anthologie: Vrchlicky. Sova. Brezina. Übertragen von Paul Eisner. Österreichische Bibliothek, 21; Insel-Bücherei 106. Insel, Leipzig 1917, 1922